# アレクサンドル・ル・ブロン
ジャン＝バティスト・アレクサンドル・ル・ブロンまたは、アレクサンドル・ジャン・バティスト・ル・ブロン（1679年 - 1719年）は、フランスの都市デザイナー、庭園デザイナー、建築家。
1716年からはロシア・サンクトペテルブルクでチーフアーキテクトにもなった。フランスで主に宮廷庭園を手がけているため、サンクトペテルブルクのル・ブロンのマスタープランは、「庭師による考案計画」などとして語られている。

## 経歴
王立絵画彫刻アカデミーのメンバーでもあり、宮廷画家、彫刻家、版画商であったジャン・ル・ブロンの息子としてパリに生まれる。
彼は母方の叔父ジャン・ジラール、オルレアン公爵に建築を学んだとかまた、アンドレ・ル・ノートルに庭園の教育を受けたとされ、ル・ノートルの弟子と称されている。

## 主要作品
- ホテル・ド・ヴァンドーム （Chaulnesとも呼ばれる、Rue D'Enfer、1706年から1707年。現在は国立高等鉱山学校パリ校に）
- デュラスホテル・サン・トーギュスタン再建（デュラス公爵の未亡人から依頼。1708年）
- オテル・ドゥ・クレルモン（69 RUE DE・レンヌ、ジャンヌテレーズアルバート・デ・ルイネ、Saissac、1713年）
- ハウス・ムードン（ジャンヌ・バティスト・ド・アルバート・デ・ルイネ 、コンテス・ド・ワート、1714年）
- 夏の離宮（1714年完成 サンクトペテルブルク）
- オーシュ大司教の宮殿
- カネ庭園（ナルボンヌ近郊）
- ルニョー家シャティヨン（オー＝ド＝セーヌ）
- Apraxine宮殿（サンクトペテルブルク、1717年から1718年）
- コンスタンティン宮殿（ゴフ 、1717年から1719年）
- ペテルゴフ公園（1717年から1718年）